# Pont d'Andújar
 (avril 2020).
Le pont d'Andújar est un pont d'origine romaine, situé au kilomètre 323 900 de l'ancien tracé de la N-IV, à la sortie d'Andújar, dans la province de Jaén (Espagne). C'est un pont d'une grande valeur historique et qui traverse le fleuve Guadalquivir.

## Description
Il s'agit actuellement d'un pont de quatorze travées, avec des voûtes en berceau et construit avec des pierres en calcaire rouge de Marmolejo. La longueur totale du pont est de 310 mètres, et la lumière des ouvertures oscille entre 8 et 20,6 mètres. Le pont se compose de trois alignements, dont celui du centre est la partie conservée d'origine romaine, avec huit ouvertures au total, dont des arches d'allégement. Les six ouvertures restants, dont les deux plus grandes, sont modernes et correspondent à diverses réparations.
Entre la partie antique et les parties modernes ajoutées, il existait une culée, selon une référence de Pascual Madoz, qui antérieurement soutenait un château avec une porte en fer.
L'utilisation actuelle du pont est en partie responsable de son état de conservation peu satisfaisant.

## Histoire
Construit au début du IIe siècle av. J.-C., sous la direction de Septime Sévère d'après l'inscription découverte sur une plaque cassée du pont et trouvée durant des travaux au XIXe siècle, le pont avait pour objectif de permettre à la voie romaine entre Corduba et Castulo (appelé Via Augusta) de traverser le fleuve Bætis. Depuis l'Antiquité romaine, c'est une route essentielle de communication de la vallée du Guadalquivir et, dans des temps plus récents, le pont supporta même une partie du trafic de la N-IV.
À l'origine, le pont comptait dix-sept voûtes, deux ont été supprimées lors des réformes du XVIIIe siècle, quatre autres ont été remplacées, ne laissant ainsi que onze voûtes d'origine romaine. Entre 1823 et 1827, de nouveaux travaux ont supprimé une autre voûte et remplacé six autres; le pont a pris ainsi son aspect actuel.